# Сикада 3301
Cicada 3301 је назив за организацију која је у шест наврата објавила скуп загонетки и алтернативних игара стварности да би могла регрутовати кодере/лингвисте из јавности.

## Историја
Прва интернет загонетка појавила се 4. јануара 2012. године и трајала око месец дана. Други круг почео је годину дана касније 4. јануара 2013. године и трећег кола након потврде новог назива објављеног на Твитер 4. јануара 2014. Наведена намера је била да се регрутују "интелигентни појединци" представљањем серије загонетки које треба решити. 4. јануара 2015. године нису објављене никакве нове загонетке. Међутим, на Твитеру је објављен појам 5. јануара 2016. Слагалице су се фокусирале на сигурност података, криптографију и стеганографију.

## Значење
Крајњи исход сва три круга Cicada 3301 регрутације је и даље мистерија. Последње познате загонетке постале су веома сложене и индивидуализоване док се игра одвијала. Анонимни појединци тврде да су завршили процес, али верификација од организације није никада била извршена, а појединци који су тврдили да нису добили информације. Према једној особи која је завршила слагалицу за 2012. годину, онима који су решили загонетке постављена су питања о њиховој подршци слободи информација, онлајн приватности и слободе и одбацивања цензуре. Они који су одговорили на задовољавајући начин у овој фази били су позвани на приватни форум, где им је наложено да осмисле и доврше пројекат који је намењен даљем идеалу групе. Cicada 3301 трагови су обухватили многе различите комуникацијске медије, укључујући интернет, телефон, оригиналну музику, покретне Линук CD-ове, дигиталне слике, физичке папире и странице необјављених криптичних књига. Поред коришћења многих различитих техника за шифрирање, кодирање или сакривање података, ови показатељи су такође упућивали на широку лепезу књига, поезије, уметничког дела и музике.

## Физичке локације трагова
- Мајами, САД
- Анаполис , САД
- Лос Анђелес, САД
- Фајетвил, САД
- Сијетл, САД
- Чино, САД
- Њујорк, САД
- Колумбус, САД
- Далас, САД
- Ерскинвил, Аустралија
- Гранада, Шпанија
- Сеул, Јужна Кореја
- Букурешт, Румунија
- Москва, Русија
- Варшава, Пољска
- Окинава, Јапан
- Мексико сити, Мексико
- Париз, Француска

## Наводи против групе

### Наводи о илегалној активности
Власти из провинције Лос Андес Чиле тврде да је Cicada 3301 "хакерска група" и да се бави илегалним активностима. Cicada 3301 је одговорио на ову тврдњу издавањем потписа ПГП-а којим се одбија било какво учешће у илегалним активностима. У јулу 2015. група која се назива "3301" тврдила је да је хакирала Планирано родитељство, међутим, изгледа да група нема везу са Cicada 3301. Cicada 3301 је касније издао изјаву потписану са ПГП-ом, у којој се наводи да "нису на било који начин повезани са овом групом", а такође је изјавио да Cicada 3301 не "одобрава кориштење нашег имена, броја или симболике". Група хакера је касније потврдила да нису повезани са Cicada 3301.

### Тврдње о култу
Како је група постала озлоглашена и пажња јавности, многи су тврдили да су загонетке увод у окултне принципе, а можда чак и регрутовање за култ. Др. Тим Даилеи, виши научни сарадник са конзервативним хришћанским истраживачким саветом за породицу, анализирао је учење Cicada 3301 и изјавио: "Чаробна Цицада 3301 чини се да неисцрпно црта учеснике у тамну мрежу окултног а ла Блаватског и Кровлеи У срцу чаролије је фалсификовано обећање крајњег значења кроз само-дивинацију. "